# Saponi Indijanci
Saponi je ime za jedno istočno siouansko pleme, srodnicima plemena Tutelo, Occaneechi, Monacan, Manahoac i inim istočnosiouanskim narodima, čije predačke domovine su Sjeverna Karolina i Virginia. Saponima je prvi poznati dom bio na obalama rijeke Rivanna, na današnjem području okruga Albemarle u Virginiji. Godine 1714. plemena Occaneechi, Saponi, Eno, Stuckanocks (preživjeli Mannahoaci) i Totero (Tutelo) odlaze za Fort Christanna gdje će svi zajedno postati poznati pod kolektivnim nazivom Saponi. Njihovi potomci danas žive pod imenom Haliwa-Saponi u okruzima Halifax i Warren u Sjevernoj Karolini. Druga grupa Mahenips živi u okruzima Howell, Ozark i Douglas u Missouriju. Indijanci Person County ili High Plains Sappony, danas poznati kao Sappony žive u okrugu Person u Sjevernoj Karolini na granici s Virginijom. Današnji Indijanci plemena Ocacneechi srodnog i prijateljskog Siouan plemena smatraju jednom od njihovih bandi, a njihovo porijeklo u suvrmeno doba smatraju da imaju i neke lokalne skupine Melungeona.  

## Povijest
Saponi su u svojoj prošlosti bili po svoj prilici članovi plemenskog saveza Monacan, a identificiraju ih sa skupinom koja je živjelo u selu Monasukapanough. Ovo selo na Smithovoj mapi označeno je kao jedan od 'gradova' Monacana. Svakako prije 1670., i možda između 1650 i 1660. njihovi preci kreću prema jugozapadu, vjerojatno na Otter Creek (jugozapadno od Lynchburga, Virginia). pa ih 1670. John Lederer nalazi negdje u tom kraju. Nedugo kasnije plemena Tutelo i Saponi odlaze na mjesto gdje se sastaju rijeke Dan i Staunton i nasele na dva otoka u rijeci Roanoke, današnji Mecklenburg, u blizini plemena Occaneechi. Napadi Irokeza otjerat će ih dublje na jug pa ih Lawson 1701. nalazi na rijeci Yadkin u Sjevernoj Karolini, blizu današnjeg Salisburyja. Ubrzo nakon Lawsonove posjete (1701), ponovno se sele prema zemlji Occaneechija, prelaze rijeku Roanoke, i grade sebi naselje Sapona Town prije nego što je 1171. započeo Tuscarora rat. Ovo područje pripada današnjem okrugu Bertie, i blizu je današnjeg Windsora u Sjevernoj Karolini. Guverner Spotswood 1714. naseli ih kod Fort Christanne u okrugu Brunswick u Virginiji, gdje će cijela grupa preuzeti ime Saponi. Ugovorom u Albanyju (1722) zaustavit će se rat između sjevernih plemena (Irokeza) i plemena iz Virginije i Karoline, a Blue Ridge i rijeka Potomac postat će granična linija. Možda negdje 1740. Saponi i Tutelo odlaze na sjever, te se zaustavljaju u Shamokinu, blizu Sunburyja u Pennsylvaniji, gdje ih je 1745. posjetio otac David Brainard. Naposljetku godine 1753 adopiralo ih je pleme Cayuga. Najveći dio ih tada ode s Cayugama u New York, južno od Ithace, a manji dio ostao je u mjestu Tioga i drugim naseljima u Pennsylvaniji gdje su se održali do 1778. Dio Sapona otišao je negdje 1770. s Tutelima prema području Niagare, ali su se 1779. odvojili od njih kada su ovi prešli u Kanadu i nestali. Oni što su ostali u New York spominju se u jednom ugovoru s Cayugama iz 1780. da još s ovim plemenom žive na rijeci Seneca u okrugu Seneca u New Yorku. 

## Saponi danas
Tri su zajednice (bands) Saponija koje trenutačno imaju državno priznanje kao takve u Sj. Karolini: 
- Occaneechi Band of the Saponi Nation
- Haliwa-Saponi i
- High Plains Sappony Indian Settlement.

Mahenips zajednica naroda Saponi se nalazi u udaljenim brdima Ozark u Missouriju, sa stožerom u Zapadnim ravnicama Missourija (West Plains Missouri). 
Pored tih, postoje udruge i zajednice "Saponi Descendents Association" sa sjedištem u Teksasu, "Saponi Nation" iz Ohia te zajednice preživjelih osoba saponijskog podrijetla u SAD-u i Kanadi, uključujući staru "Carmel Community" iz okruga Magoffin u Kentuckyju, Salyerville Indijanci i brojni drugi koji tvrde da su saponijskog podrijetla preko linije Melungeon, iako je potonji argument proturječan.

## Vanjske poveznice
- Povijest plemena Saponi
- U potrazi za Saponi Townom Internetska zajednica potomaka Saponija
- Occaneechi Band of the Saponi Nation  Arhivirana inačica izvorne stranice od 11. studenoga 2007. (Wayback Machine)
- Haliwa-Saponi indijansko pleme
- High Plains Sappony Indian Settlement  Arhivirana inačica izvorne stranice od 24. listopada 2010. (Wayback Machine)
- Saponi Nation of Missouri, Mahenips Band
- Saponi Descendents Association [neaktivna poveznica]